# 尾上菊之丞
尾上 菊之丞（おのえ きくのじょう）は、日本舞踊の尾上流の名跡。

## 初代
初代尾上 菊之丞（1909年1月31日 - 1964年8月13日）本名は羽鳥友吉。
東京生まれ。尾上流を創流し初代家元となった歌舞伎の尾上宗家・六代目尾上菊五郎の部屋子で、1919年7月に尾上琴次郎の名で歌舞伎役者として初舞台。1921年舞踊に転向、藤間流5代目宗家藤間勘十郎に師事。1930年に名取となり、1948年に尾上流の二代目の家元を継承。音羽屋の踊りから花街のおどりなど活動。1954年に半年間の公演予定で渡米、1964年8月にも公演でハワイを訪れた際死去。墓所は台東区寛永寺。振付作に「二人椀久」「石橋」「紀州道成寺」など。

## 二代目
二代目尾上 菊之丞（1943年4月6日 - ）本名は羽鳥紀雄。
東京生まれ。初代の甥。9歳で初代に師事。1964年に六世藤間勘十郎に師事し、三代目尾上流家元を継承した。1966年青山学院大学経済学部卒業。
尾上梅幸監修のもと、大阪花の万博(1990年)、スペイン・セビリア国際万博(1992年)の振付を行い、1992年の万博には自らも出演している。1997年の歌舞伎パリ公演には、中村雀右衛門・中村富十郎の振付師として同行した。2005年の愛・地球博では日本館イベント『創生・歌舞伎をどり』をプロデュースしている。
2011年の長男の継承に伴い、自身は初代尾上墨雪を名乗る。2018年旭日小綬章を受章。女優尾上紫は娘。

## 三代目
三代目尾上 菊之丞（1976年3月29日 - ）
東京生まれ。二代の長男で、姉は日本舞踊家で女優の尾上紫。青山学院大学文学部中退。
2歳より二代に師事。1981年に「松の緑」で初舞台。1990年に尾上青楓の名を許され、本格的に活動を開始。2011年に二代目菊之丞を襲名し四世家元を継承した。
歌舞伎の振付師としては菊五郎劇団と関わりが深く、「風の谷のナウシカ」、スーパー歌舞伎Ⅱ「ワンピース」などの新作歌舞伎やフィギュアスケートとのコラボレーションの「氷艶」の振付を手がけており、宝塚歌劇団・OSK、花街舞踊の振付・演出も行っている。2020年7月より、八世藤間勘十郎とCAMPFIREコミュニティでオンラインサロンを運営している。